# Amtsgericht Kupp

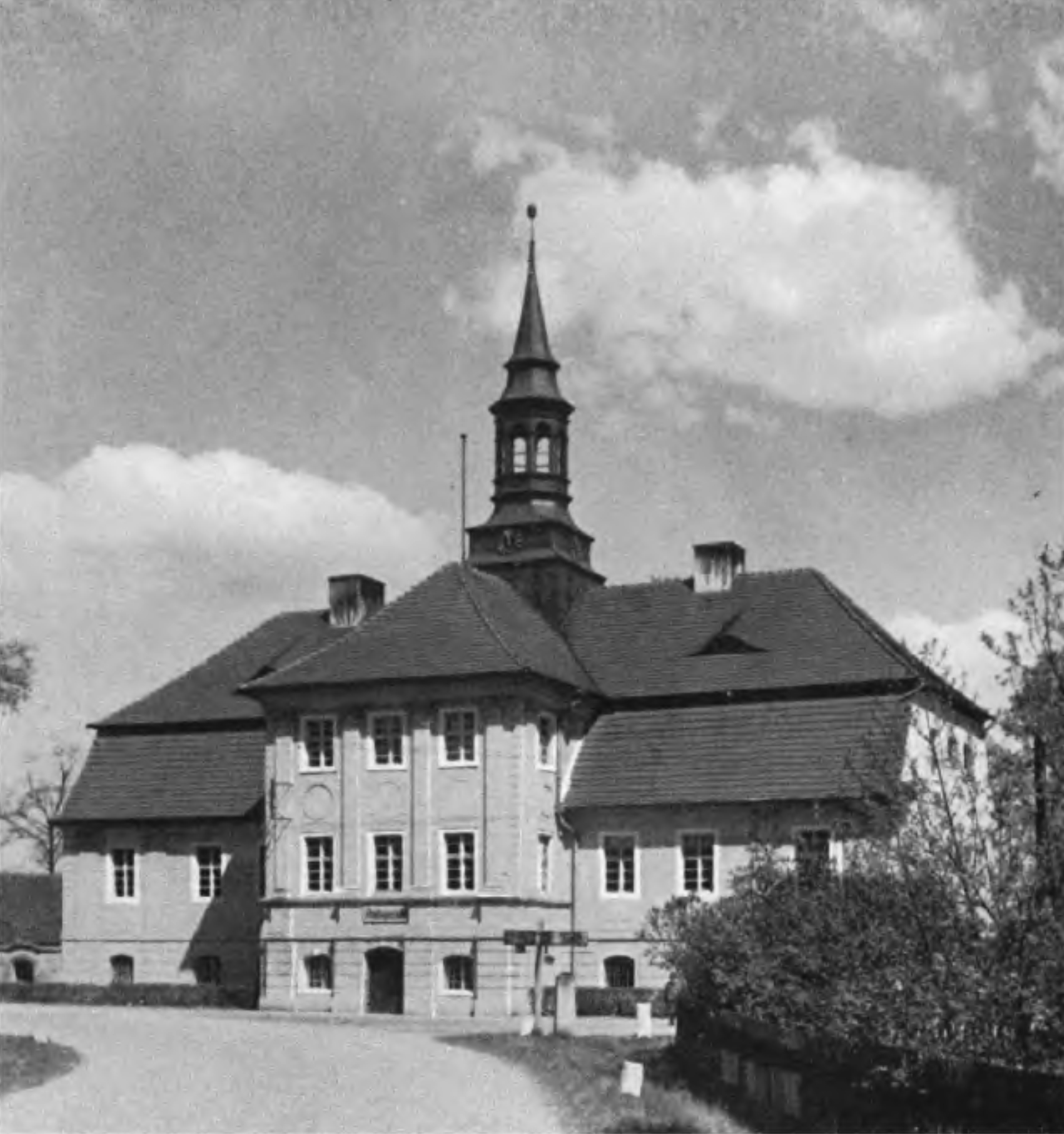
Amtsgerichtsgebäude um 1939

Das Amtsgericht Kupp war ein preußisches Amtsgericht mit Sitz in Kupp.

## Geschichte
In Kupp bestand von 1849 bis 1879 die Gerichtskommission Kupp des Kreisgerichtes Oppeln. Das königlich preußische Amtsgericht Kupp wurde mit Wirkung zum 1. Oktober  1879 als eines von 13 Amtsgerichten im Bezirk des Landgerichtes Oppeln im Bezirk des Oberlandesgerichtes Breslau gebildet. Der Sitz des Gerichtes war Kupp. Sein Gerichtsbezirk umfasste aus dem Kreis Oppeln die Amtsbezirke Brinnitz, Alt Budkowitz, Chrosczütz, Jellowa, Kupp, Lugnian, Alt-Poppelau, Alt Schalkowitz und Teile der Amtsbezirke Creutzburgerhütte und Murow. Am Gericht bestanden 1880 zwei Richterstellen. Das Amtsgericht war damit ein mittelgroßes Amtsgericht im Landgerichtsbezirk.
Im Jahre 1945 wurde der Amtsgerichtsbezirk unter polnische Verwaltung gestellt, und die deutschen Einwohner wurden vertrieben. Damit endete auch die Geschichte des Amtsgerichts Kupp.